# Tschajkowytschi
Tschajkowytschi (ukrainisch Чайковичі; russisch Чайковичи Tschaikowitschi, polnisch Czajkowice) ist ein Dorf in der ukrainischen Oblast Lwiw mit etwa 1466 Einwohnern (2024).

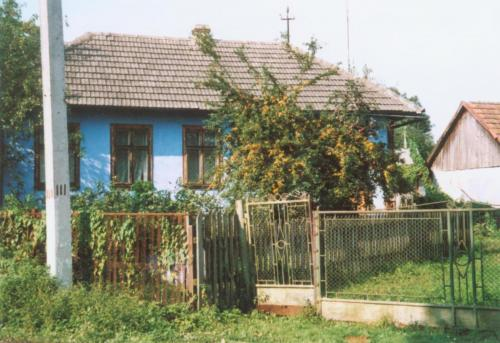
Haus im Dorf

Das erstmals 1349 schriftlich erwähnte Dorf gehört seit dem 29. Oktober 2017 administrativ zur Stadtgemeinde der Stadt Rudky im Nordosten des Rajon Sambir. Bis dahin bildete das Dorf eine eigenständige Landratsgemeinde.
Die Ortschaft liegt am Ufer des Dnister, 8 km südlich vom Gemeindezentrum Rudky, 34 km nordöstlich vom Rajonzentrum Sambir und 56 km südwestlich vom Oblastzentrum Lwiw.

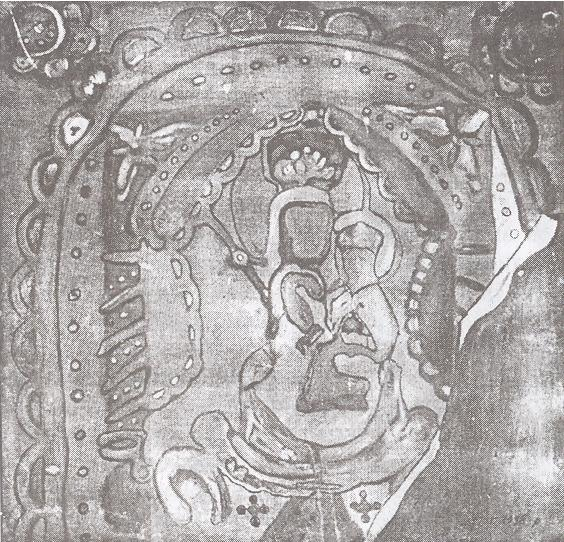
Bild der Gottesmutter von Tschajkowytschi

In der Vorkriegszeit erlangte der Ort eine gewisse Berühmtheit als Wallfahrtsort für das Wunderbild der Gottesmutter, das angeblich 1937 spontan auf Glas entstanden ist.